# Mord in bester Gesellschaft: Der Tote im Elchwald
Der Tote im Elchwald ist ein deutsch-österreichischer Fernsehfilm von Peter Sämann aus dem Jahr 2008. Es handelt sich um die zweite Episode der Kriminalfilmreihe Mord in bester Gesellschaft mit Fritz Wepper als Psychiater Wendelin Winter in der Hauptrolle und Weppers Tochter Sophie, die Winters Tochter Alexandra spielt. Die Haupt-Gastrollen dieser Folge sind besetzt mit Miguel Herz-Kestranek, Annekathrin Bach Bernhard Schir, Helena Kallenbäck und Bernhard Bettermann.

## Handlung
Psychiater Dr. Wendelin Winter verreist mit seiner Tochter Alexandra nach Schweden, um dort an der Universität Lund einen Vortrag über die „Jagd und wie sie den Menschen verändert“ zu halten. Kaum angekommen trennt sich Alexandra von ihrem Vater, um das Land nach ihren Vorstellungen zu erkunden. Zu diesem Zweck hatte sie sich im Vorfeld mit ihrer Internetbekanntschaft Ole Lindberg verabredet, der sie nun vom Hafen abholt.
Winter wird zur Elchjagd eingeladen und verbringt einen vergnüglichen Abend mit dem Werftbesitzer Gunnar Larsson und dessen Frau Lisa, sowie Larssons Schwester Helena, deren im Rollstuhl sitzende Tochter Birge, Larssons Firmenpartner Malte Hendriksson und dem Verwalter Pelle Carlsson. Am nächsten Tag findet die Jagd unter großem Protest von Tierschützern statt, an der Winter ohne Waffe teilnimmt und sich nur der Verhaltensstudie der Menschen widmet. Bei seinem Streifzug durch den Wald wird er unmittelbar nachdem ein Schuss gefallen ist, niedergeschlagen. Benommen kämpft sich Winter zur Jagdgruppe zurück. Hier wurde aber nicht nur er vermisst, sondern auch Malte Hendriksson, der selbst am nächsten Morgen noch immer nicht zurückgekehrt ist. Larsson macht sich nicht allzu große Sorgen, weil Malte als Frauenheld bekannt und häufig in diesem Sinne unterwegs ist. Mit Larsons Schwester Helena hatte er auch schon eine Beziehung, die aber nicht lange hielt. Wie Winter fasst befürchtet hatte, ist Malte etwas zugestoßen. Ausgerechnet seine Tochter findet dessen Leiche und auch wenn es nach einem Jagdunfall aussieht, ist sich der Psychologe sicher, dass ihn jemand absichtlich getötet hat. Seit er in Larssons Haus zu Gast ist, hat er die Spannungen bemerkt, die in der Familie herrschen. Während die Polizei die Jagdwaffen der Beteiligten überprüft, stellt Winter seine eigenen Nachforschungen an. Dabei findet er am Ende heraus, dass Hausherr Gunnar zwar aus Eifersucht auf Malte geschossen hatte, der Schuss aber nicht tödlich gewesen war. Als sein Verwalter, Pelle Carlsson, den leblos wirkenden Körper fand, hatte er ihn in den See geworfen, sodass Malte am Ende ertrunken war. Carlsson hatte angenommen, dass Larssons Nichte, in die er schon lange verliebt ist, auf Malte geschossen hatte und um sie zu schützen, wollte er die Leiche verschwinden lassen. Malte hatte sich alle zum Feind gemacht, denn er hatte nach Larssons Schwester nicht nur dessen Frau verführt, sondern war auch schuld an einem Unfall von Birge Bergström, die dadurch eine Querschnittslähmung erlitt.

„Es ist der Wunsch des Jägers sich als Herr über Leben und Tod zu fühlen und am Ende einer Jagd, gibt es immer ein Opfer.“

## Produktion
Der Tote im Elchwald wurde vom 14. August bis zum 8. September 2007 an Schauplätzen in Lund (Südschweden) und Umgebung gedreht. Produziert wurde der Film von der österreichischen Mona Film (Produzent Thomas Hroch), beteiligt waren der ORF und die ARD (ARD Degeto).
Die Erstausstrahlung fand am Donnerstag, dem 14. Februar 2008, im Programm der ARD Das Erste statt.

## Kritik
Tilmann P. Gangloff wertete für tittelbach.tv und schrieb: der Krimi „ist ein Whodunit in der Billig-Variante. Der Film ist lieblos heruntergedreht“ und „wartet zum Teil mit Darstellerleistungen auf, die den Beteiligten mindestens peinlich sein müssten; Lucia Gailová als Larssons fremdgehende Gattin zum Beispiel, eine vermeintliche Sexbombe, ist fast schon unfreiwillig komisch. Nicht mal Fritz Wepper kann die Geschichte retten (Buch: Rolf-René Schneider); von seiner Tochter ganz zu schweigen.“
Die Kritiker der Fernsehzeitschrift TV Spielfilm zeigten mit dem Daumen nach unten, gaben für Action und Spannung je einen von drei möglichen Punkten und merkten an: „Seichte, teils unfreiwillig komische Schmonzette vor schöner Landschaft.“ Fazit: „Banale TV-Kost mit netten Urlaubsbildern“
Der Filmdienst als Portal für Kino und Filmkultur nannte Mord in bester Gesellschaft: Der Tote im Elchwald ein „Abwechslungsreiche (Fernseh-)Kriminalkomödie mit diversen Verdächtigen, die für einigen Wirrwarr sorgen.“